# South Salt Lake
South Salt Lake est une ville de l'État de l'Utah aux États-Unis.
South Salt Lake fait partie du comté de Salt Lake et de la zone statistique métropolitaine de Salt Lake City. Sa population atteint 23 617 habitants au recensement de 2010.

## Histoire
Jesse Fox Jr. développe la zone sous le nom de « Central Park » vers 1890 après avoir visité New York où la conception de Central Park l'a impressionné.
Une tentative d'annexion par Salt Lake City échoue en 1936 en raison des difficultés de financement et de mise en œuvre du système d'égouts.
Une première municipalité du nom de « Central Park », créée la même année, est dissoute dès 1937.

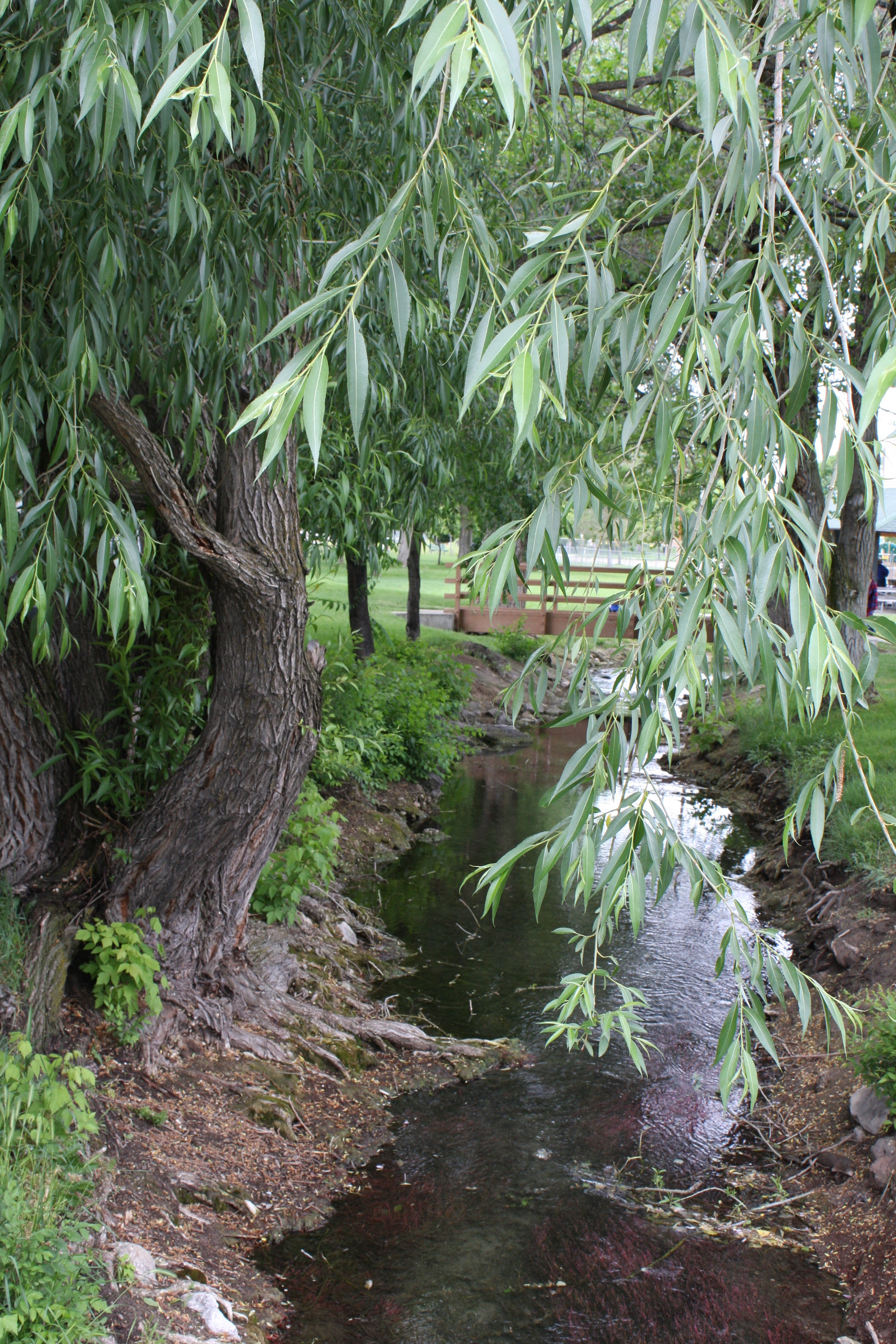
Fitts Park.

L'incorporation de South Salt Lake est finalement décidée par un vote serré le 29 septembre 1938. Robert R. Fitts en est le premier président. L'incorporation vise à faciliter la mise en place du système d'égouts qui manque encore, ainsi qu'à créer un bureau de poste et un service d'incendie.
La construction du système d'égouts par la Work Projects Administration commence finalement en 1939 pour un coût de 462 000 $.
Le 1er août 1950, la population ayant suffisamment augmenté, South Salt Lake est désignée comme ville de troisième classe gouvernée par un maire et un conseil municipal. Marlow Callahan, est le premier maire de la ville.
Dans les années 1990, South Salt Lake annexe une partie du comté de Salt Lake et s'étend au point de pratiquement doubler en superficie et en population.
Cherie Wood devient le 4 janvier 2010 la première femme maire de South Salt Lake.
En 2012, le quartier chinois créé sur un terrain de la ville est le seul « Chinatown » de la région.
En 2017, après près de sept ans de planification, le développement du centre-ville situé entre State Street et Main Street, anciennement appelé Market Station puis rebaptisé The Crossing, s'organise autour des transports en commun. Ce projet devrait fournir 2 500 logements familiaux, des bureaux, des espaces commerciaux ainsi que des espaces verts et des sentiers supplémentaires.

## Géographie
Selon le United States Census Bureau, la ville a une superficie totale de 18 km2 .
South Salt Lake est bordée par la rivière Jordan à l'ouest. West Valley City se trouve à l'ouest. Salt Lake City l'entoure au nord, au nord-est et à l'est et Millcreek à l'est, au sud et au sud-est.
Son territoire presque plat s'étend dans la vallée entre 1 320 et 1 335 m d'altitude environ. Le niveau élevé de la nappe phréatique expliquait la présence de zones marécageuses avant le développement des années 1900. Encore aujourd'hui, une grande partie de l'eau de la ville provient de l'aquifère sous-jacent et des ruisseaux convergent vers Fitts Park.

## Démographie
Au recensement de 2010, la ville compte 23 617 habitants et 9 160 logements pour un total de 8 554 ménages. La densité de population est de 1 231 personnes par km2.

## Transports

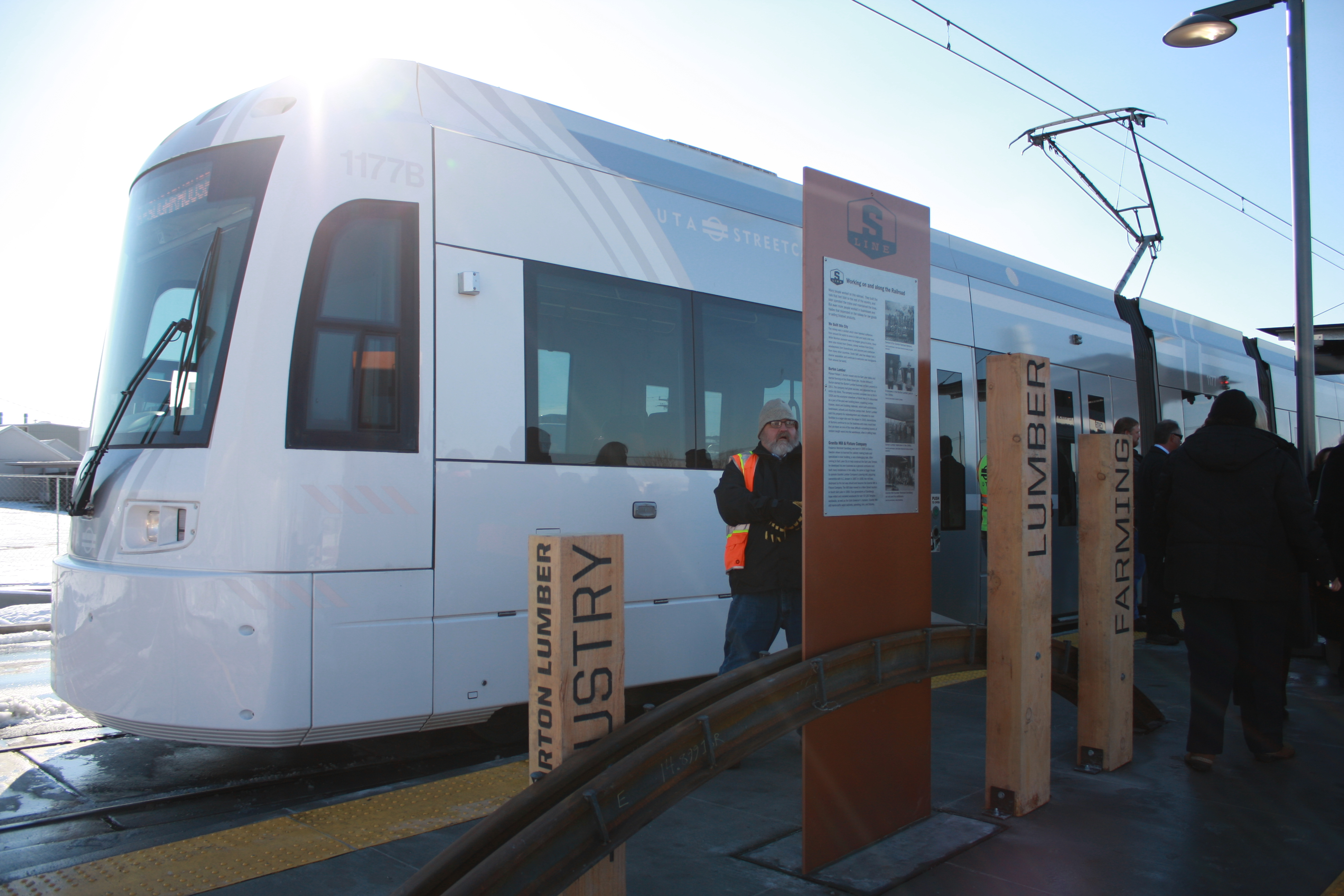
Tramway de la ligne S en gare de South Salt Lake en décembre 2013.

South Salt Lake est desservie par trois stations du métro léger de Salt Lake City (TRAX), par la ligne S du tramway (en) et par plusieurs lignes de bus locales.
L'échangeur entre l'Interstate 15, l'Interstate 80 et la route SR-201 (en) situé au nord-ouest de la ville, est connu localement sous le nom de Spaghetti Bowl en raison de son réseau complexe de rampes d'accès et de sortie.
L'US-89, qui parcourt State Street au cœur de South Salt Lake et sert de principal corridor commercial, communique par un échangeur avec l'Interstate 80 tandis que la route SR-171 (en), qui traverse la ville d'est en ouest, communique avec l'Interstate 15.
La route SR-71, qui longe la limite sud-est de la ville, a également un échangeur avec l'Interstate 80.

## Points d'intérêt

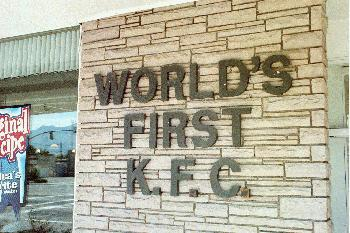
La première franchise KFC.

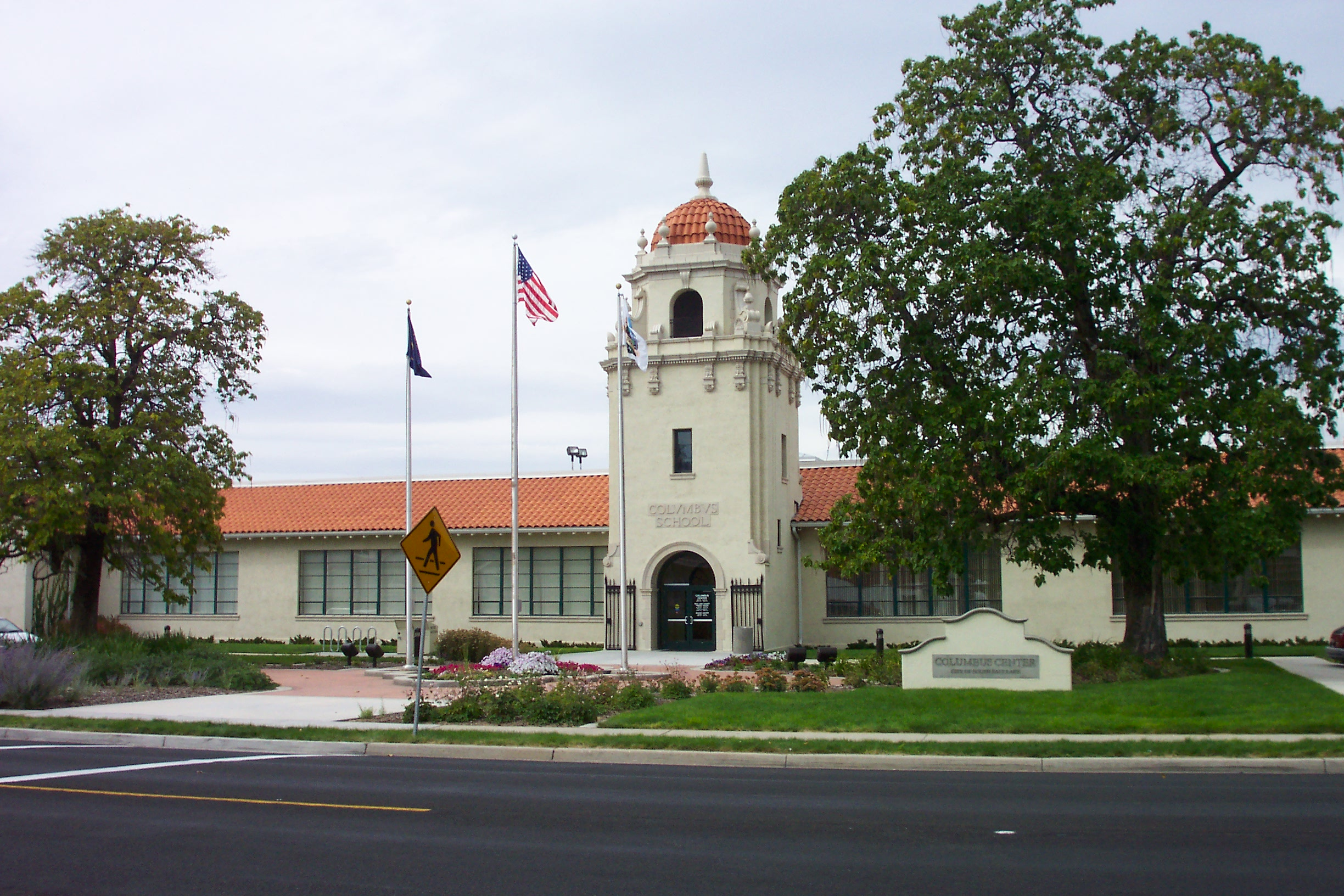
Columbus Center.

La première franchise Kentucky Fried Chicken est créée en 1952 par Harland Sanders et Pete Harman dans ce qui fait maintenant partie de South Salt Lake.
Edwin Catmull, président de Pixar, est diplômé de Granite High à South Salt Lake en 1963.
Le Columbus Center est un bâtiment ancien parmi les plus remarquables de South Salt Lake. Rénové et agrandi, il accueille une succursale du système de bibliothèque du comté de Salt Lake, un auditorium, un centre pour personnes âgées et d'autres installations.